# A.I. Rising
A.I. Rising is een Engelstalige Servische onafhankelijke sciencefictionfilm uit 2018, geregisseerd door Lazar Bodrosa en gebaseerd op een kort verhaal uit de jaren 80 door Zoran Neskovic dat werd aangepast voor film door scenarist Dimitrije Vojnov. In de film spelen Sebastian Cavazza, pornoactrice Stoya, Marusa Majer en Kirsty Besterman.

## Synopsis
In de nabije toekomst wordt er een ruimteschip gestuurd op een baanbrekende ruimtemissie naar Alpha Centauri door de multinationale Ederlezi Corporation. Ederlezi werft Milutin aan als een Slavische kosmonaut die is opgeleid in de nieuw hervormde futuristische Sovjet-Unie en vergezelt hem met Nimani, een vrouwelijke androïde die geprogrammeerd is om te vervullen wat hij maar kan wensen. 
Al gauw begint Milutins obsessie met Nimani een gevaar te vormen voor de missie en hemzelf...

## Rolverdeling
- Sebastian Cavazza – Kosmonaut Milutin
- Stoya – Nimani 1345
- Kirsty Besterman – Boordcomputer ruimteschip (stemrol)
- Marusa Majer – Sociaal ingenieur